# Suctobelbella vera
Suctobelbella vera är en kvalsterart som först beskrevs av Johann Wilhelm Karl Moritz 1964.  Suctobelbella vera ingår i släktet Suctobelbella och familjen Suctobelbidae. Inga underarter finns listade i Catalogue of Life.